# P.C. Cast
P.C. Cast, pseudonym för Phyllis Cast.

## Biografi
P.C Cast har skrivit serierna Goddess Summoning och Partholon. Den första boken hon skrev var Goddess by Mistake som publicerades 2001. För den boken har hon vunnit flera priser som the Prism, Hol Medallion och Laurl Wreath award. Dessutom har hon varit nominerad till National Readers' Choice Award. Därefter har hon vunnit flera andra priser. 
2005 började P.C Cast och hennes dotter Kristin Cast skriva böckerna i serien House of Night. Den femte boken i serien gick direkt in på första platsen på försäljningslistan både i USA Today och The Wall Street Journal. Serien utspelar sig i den amerikanska staden Tulsa, Oklahoma, men i ett parallellt universa där det bor både vampyrer och människor i staden. I den första boken i serien, Vampyrens märke, blir Zoey Redbird märkt som lärling och flyttar in i "House of Night"-skolan för att genomgå den gradvisa förvandlingen till vampyr.
I november 2008 rapporterade tidningen Variety att två producenter hade skaffat sig en option på att få göra filmer av bokserien.